# Требования словацкого народа
«Требования словацкого народа» (словац. Žiadosti slovenského národa) или Липтовские требования (Liptovské žiadosti) — манифест, провозглашённый словацкими националистами во время революции 1848―1849 гг. в Австрийской империи в результате отказа венгерского революционного правительства от принятия петиции словацкого националиста Людовита Штура, который призывал к учреждению региональных народных собраний.
10 мая 1848 года тридцать членов кружка Штура встретились в Липтосентмиклоше (ныне Липтовски-Микулаш) по инициативе Штефана Марко Дакснера и Яна Францисци. Вместе они составили список из четырнадцати требований, в который вошли:
- равенство и братское сосуществование всех народов Венгрии;
- преобразование Венгрии в децентрализованное государство, состоящее из равных наций, каждой со своим парламентом и равным представительством в Сейме Венгрии;
- принятие словацкого языка в качестве официального языка в государственных учреждениях и школах на словацких землях;
- официальное признание словацкой символики (цвета и национальный флаг);
- создание словацкой национальной гвардии;
- Введение неограниченного избирательного права для всех взрослых мужчин;
- отмена законов, ограничивающих свободу печати, собраний и ассоциаций;
- реформа землевладения путем восстановления земель, отторгнутых у крестьян венгерской аристократией[1][2].

Словацкие националисты отвергали Венгрию как централизованное государство, в котором доминировали этнические венгры, и стремились установить словацкую автономию в рамках реформированного государства. Некоторые из их требований, и в частности призыв к установлению всеобщего избирательного права для всех мужчин, были необычно радикальными для их эпохи и места.
Эти требования были первым публичным призывом сделать территорию, тогда известную как Верхняя Венгрия (большая часть которой сейчас является современной Словакией), отдельным политическим образованием. Манифест был провозглашён 11 мая, но был плохо воспринят. Собрание, на котором он был зачитан, имело небольшое число посетителей, и прежде чем требования были доведены до Фердинанда I, короля Венгрии, венгерское правительство объявило манифест незаконным, неконституционным и панславянским актом.
Штур и его соратники, Йозеф Милослав Гурбан и Михал Милослав Годжа, оказались под угрозой ареста. Некоторые из тех, кто участвовал в провозглашении, были заключены в тюрьму, а правительство объявило военное положение в Верхней Венгрии. Штур, Гурбан и Годжа впоследствии приступили к более решительным действиям: несколько месяцев спустя они учредили Словацкий национальный совет и начали безуспешное вооруженное восстание против венгерского правительства.